# Голокост

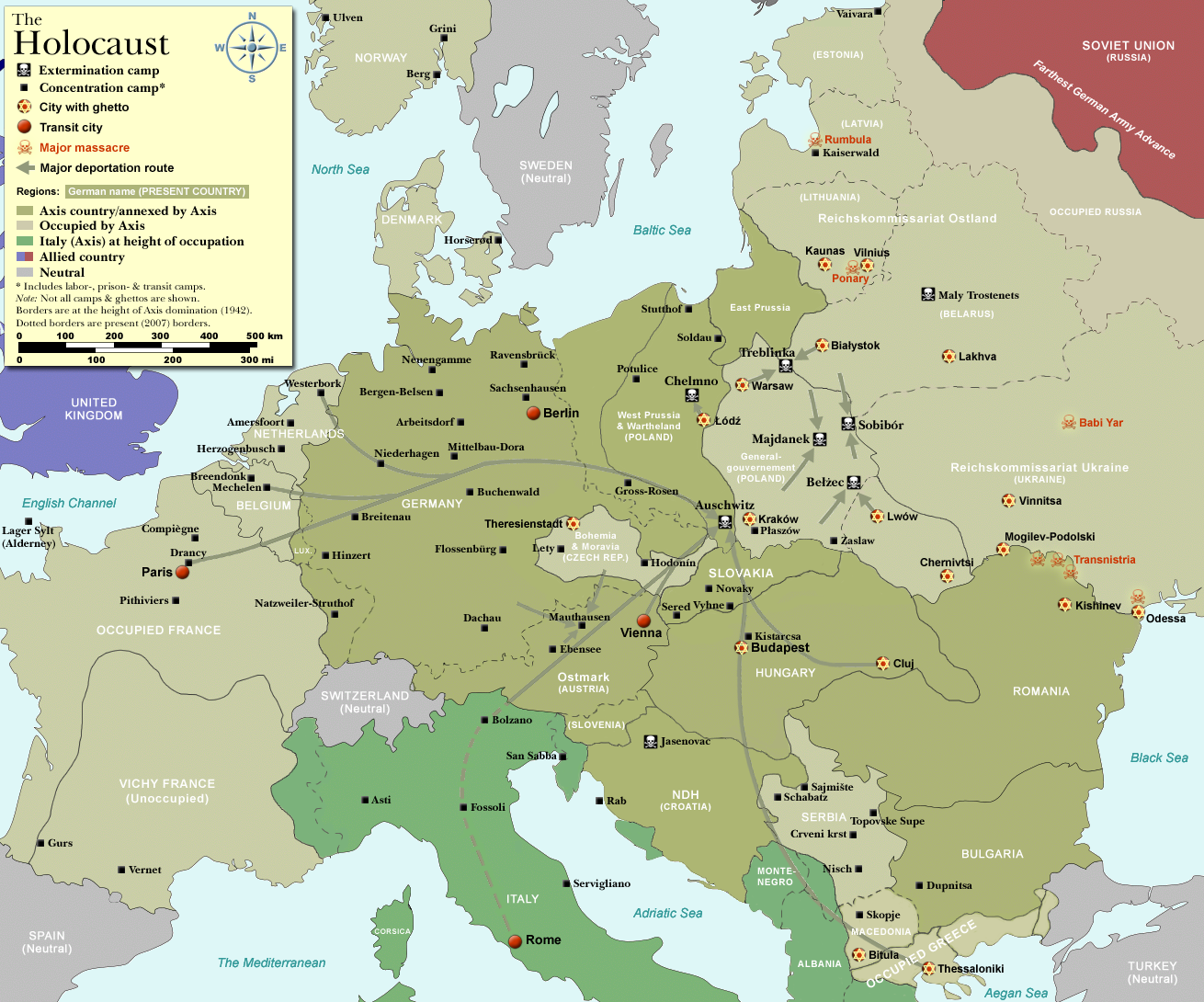
Карта гетто та «таборів смерті»

Голоко́ст (з дав.-гр. ὁλοκαύστος, «всеспалення»), відомий також як Шоа́ (івр. השואה, «катастрофа») у широкому значенні — цілеспрямована політика нацистського режиму на знищення етнічних і соціальних груп у Європі за ознакою їхньої расової, етнічної, національної належності, сексуальної орієнтації або генетичного типу як неповноцінних, шкідливих, у вузькому значенні – геноцид єврейського народу в часи Другої світової війни, внаслідок якого загинуло приблизно 6 мільйонів євреїв, Нацистською Німеччиною та її колабораціоністами протягом 1933—1945 років. 
Як жертв Голокосту зазвичай сприймають також інші етнічні та соціальні спільноти, яких нацисти переслідували і знищували за приналежність до цих спільнот (роми, гомосексуали, масони, безнадійно хворі тощо).
Кількість жертв Голокосту в ширшому розумінні є значно вищою. Голокост був складовою нацистської расової політики в Німеччині часів тоталітарної диктатури НСДАП.

## Етимологія
Слово «голокост» походить через англ. Holocaust і лат. holocaustum від грец. ὁλόκαυστον. Воно становить форму середнього роду іменника ὁλόκαυστος, утвореного від  ὅλος — «цілий», або «цілковитий» та  καύστος — «спалений», «спопелений» (в контексті ритуального жертвоприношення). Вимова «голокост» пов'язана із посередництвом англійської мови під час запозичення (у разі запозичення прямо з латини або грецької мало бути «голокавст», «олокавст»); форма «холокост» — з додатковим посередництвом і російської мови. Спочатку слово «голокост» мало релігійний підтекст, але також вживалося  упродовж сторіч стосовно катастроф та великого лиха переважно пов'язаних із пожежами. До прикладу, крім іншого, його використовували на позначання геноциду вірменів османами 1909 р., для Лувенської різні серпня 1914 р., для опису великих пожеж в Міннесоті (США), 1918 р. тощо. Уже в середині 20 сторіччя слово «голокост» вживали в пресі щодо хвилі терору проти єврейського населення Європи початого Адольфом Гітлером. Із середини 50-х років 20 сторіччя слово «Голокост» загальновживане стосовно політики винищення нацистами під час Другої Світової Війни євреїв та інших народів Європи. У такому сенсі сучасне слово «Голокост», на відміну від іншого його значення, пишемо з великої літери.

## Властиві риси Голокосту
На відміну від інших трагедій людства, Голокост мав декілька властивих рис, які відрізняють його від попередніх:
- На відміну від голокостів минулих сторіч, під час нацистського Голокосту було знищено, доволі часто — планомірно, мільйони людей на великому географічному просторі. Для цієї мети було збудовано табори смерті в багатьох країнах Європи, де запроваджувалась система винищення.
- Іншою властивою рисою Голокосту є використання расистських теорій та псевдонаукових теорій про неповноцінність чи недорозвиненість певних груп людей, які підлягали знищенню. Широко використовувалася також теорія т. зв. «соціального дарвінізму» — твердження, що винищування людей було продовженням Теорії Еволюції Дарвіна. Сильні народи чи раси згідно з цією теорією, нібито, природно прагнули знищити неповноцінних, які згідно з теорією еволюції мали зникнути й поступитись життєвим простором сильним расам.
- Для проведення  Голокосту використовували ефективні та нові на той час методи знищення. До прикладу, нові види хімічних та механічних засобів вбивства, будували крематорії, використовувалися рахувальні машини з перфокартами для контролю над кількістю знищених тощо.[10]
- Нацистський Голокост також відрізняється своєю жорстокістю. Існують численні приклади використання полонених для медичних експериментів, тортур тощо. Властивою рисою Голокосту є також терор проти всіх верств мирних мешканців і дітей також. У намаганні підтримувати «чистоту раси», терору та винищенню підлягали деякі види хворих, особи із психічними вадами та гомосексуали.

## Геноцидєврейського народу (Шоа)

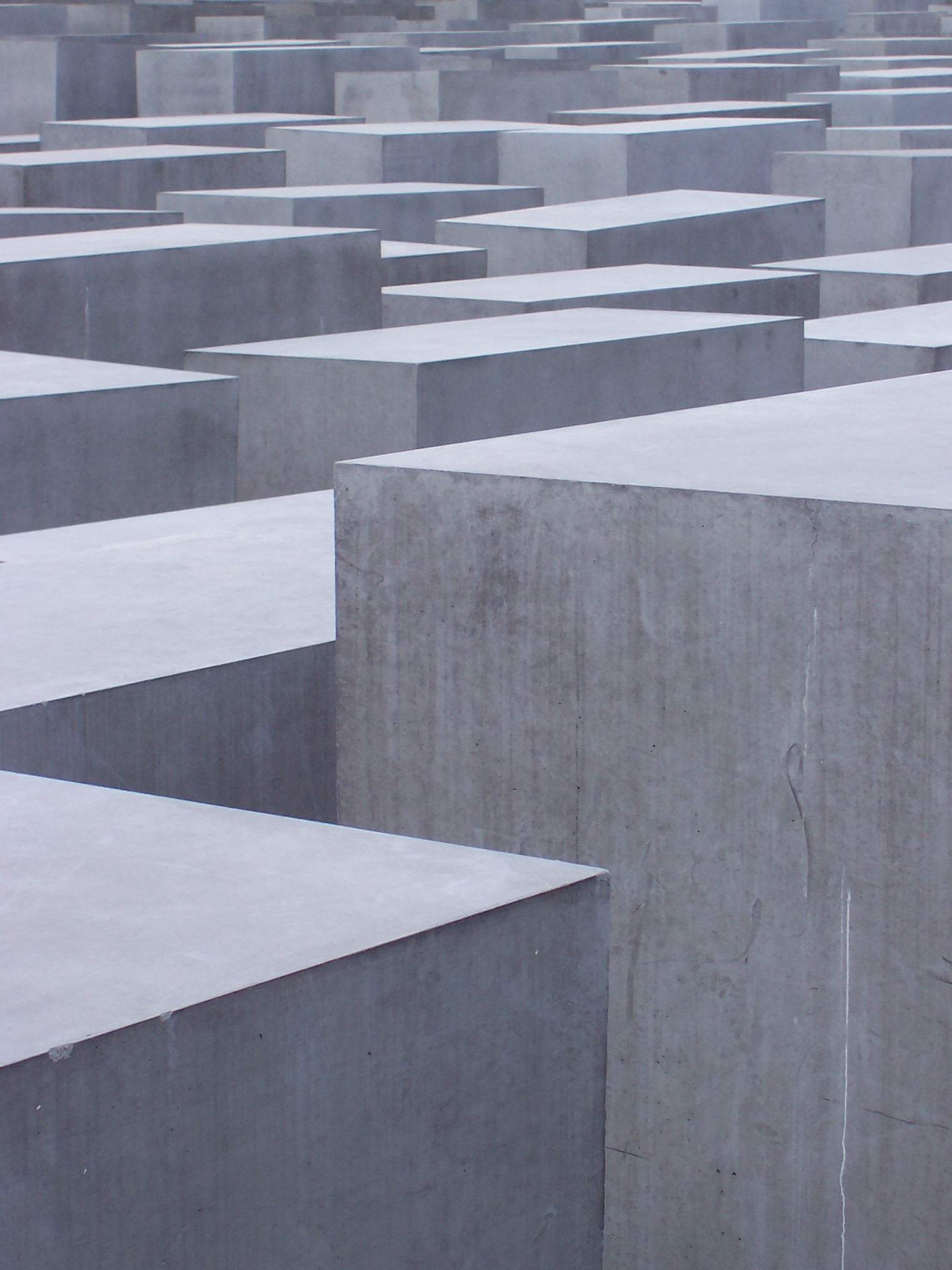
Меморіал пам'яті вбитих євреїв Європи в Берліні, Німеччина

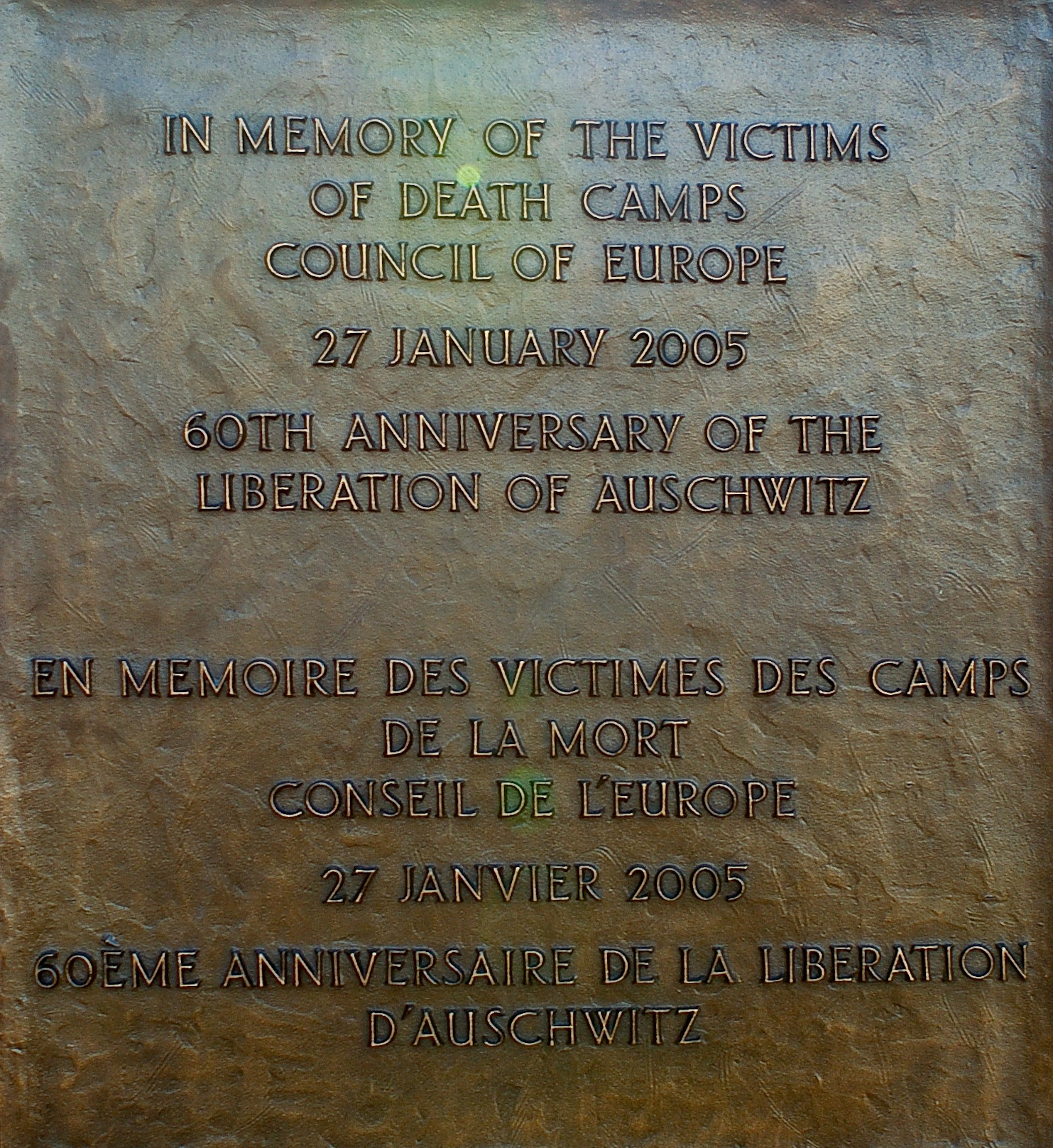
Меморіальна дошка на будівлі Ради Європи, (Страсбург, Франція) встановлена у Міжнародний день пам'яті жертв Голокосту 27 січня 2005 р.

Шоа (івр. שׁוֹאָה — лихо, катастрофа) — термін, що вживається євреями на івриті і рідше на деяких інших мовах для позначення політики німецьких нацистів по планомірному знищенню єврейського етносу; замінює (поряд з терміном «Катастрофа») собою менш коректний термін «голокост». У 2005 р. в інтерв'ю Бі-Бі-Сі Елі Візель заявив, що відмовляється від вживання слова «голокост» стосовно євреїв. У їдиші, однак, у цьому значенні використовується інший термін — дрітер хурбн (їд. דריטער חורבן — третє руйнування, специфічно катастрофічні події в історії єврейського народу, починаючи з руйнування Першого та Другого єрусалимських храмів).

### Жертви
За критеріями ізраїльського Інституту Катастрофи і героїзму Яд Вашем, жертвами Шоа вважаються ті, «хто жив на окупованих територіях в умовах нацистського режиму і був знищений/загинув у місцях масових розстрілів, в таборах, ґетто, у в'язницях, у притулках, лісах, а також убитий при спробі опору (організованого чи ні), як учасник партизанського руху, підпілля, повстання, при спробі нелегального перетину кордону або втечі, від рук нацистів і/або їхніх допомагачів (включаючи місцеве населення або членів)». Крім того, до їх числа входять ті, «хто перебував на захоплених територіях і убитий/загинув в результаті прямого зіткнення з озброєними силами Німеччини та її союзників, в результаті бомбардувань, втечі, під час евакуації в 1941-42 рр..».

### Статистика
Традиційно жертвами Шоа вважаються 6 мільйонів євреїв Європи. Це число закріплене у вироках Нюрнберзького трибуналу. Проте повного поіменного списку жертв не існує. До кінця війни нацисти знищували навіть сліди від таборів смерті; збереглися свідчення про вивезення або знищення вже похованих останків людей перед приходом радянських військ. У Національному Меморіалі Катастрофи (Шоа) та Героїзму «Яд ва-Шем» в Єрусалимі зберігаються персональні документи, що свідчать про приблизно 4 мільйони жертв, поіменно ідентифікованих. Неповнота даних пояснюється тим, що часто єврейські громади знищували цілком, і не залишалося рідних, близьких, друзів, які могли б повідомити імена загиблих. Війна розкидала людей, і ті, що вижили, відмовлялися повідомляти про своїх рідних як про померлих, сподіваючись на зустріч з ними. Величезну кількість людей було знищено на окупованій території СРСР, куди доступ зарубіжним дослідникам був закритий і де говорили про загиблих просто як про «радянських громадян», замовчуючи їхнє походження.
Основне джерело статистичних даних про Катастрофу європейського єврейства — порівняння передвоєнних переписів населення з післявоєнними переписами і оцінками. За оцінками «Енциклопедії Голокосту» (видана музеєм Яд-Вашем), загинуло до 3 мільйонів польських євреїв, 1,2 мільйона радянських євреїв (енциклопедія наводить роздільну статистику щодо СРСР і країн Балтії), з них 140 тисяч євреїв Литви і 70 тисяч євреїв Латвії ; 560 000 євреїв Угорщини, 280 тисяч Румунії, 140 тисяч Німеччини, 100 тисяч Нідерландів, 80 тисяч євреїв Франції, 80 тисяч Чехії, 70 тисяч Словаччини 65 тис. Греції, 60 тисяч — Югославії. У Білорусі було знищено понад 800 тисяч євреїв.
Спроба встановити точне число жертв «остаточного рішення» пов'язана з надзвичайними труднощами як через відсутність перевірених даних про масштаби геноциду на ряді територій (особливо Східної Європи), так і через різного визначення кордонів держав і поняття «громадянство».
Навіть при визначенні числа жертв Освенціма, де вели частковий облік в'язнів, називають різні цифри: чотири мільйони (Нюрнберзький процес головних військових злочинців (1946);, два-три мільйони (за даними табірних есесівців П. Броада і Ф. Ентресса); 3800000 (чехословацькі вчені О. Краус і Е. Кулька), один мільйон (Р. Хільберга), два мільйони (Люсі Давидович, М. Гілберт); 1,1-1,5 млн (Ф. Піпер, Польща) ; 1,4-1,5 млн. (Г. Уеллерс, США, І. Бауер, Ізраїль).
Тим більше неможливо встановити число жертв масових страт, що охоплювали, поряд з місцевим єврейським населенням, безліч жителів-неєвреїв. Заходи секретності, зроблені в ході реалізації «остаточного рішення», недолік статистичних даних (наприклад, про кількість євреїв, які загинули під час втечі з окупованих територій, чи євреїв-військовополонених, убитих за расовими мотивами), а також багаторічне замовчування Катастрофи європейського єврейства в СРСР ускладнюють уточнення його загальних масштабів.
Порівняння чисельності євреїв в країнах Європи до і після війни, проведене в 1949 році Світовим єврейським конгресом, привело до висновку, що число загиблих в Катастрофі становить шість мільйонів людей; це число закріплено у вироках Нюрнберзького процесу головних військових злочинців, процесу Ейхмана і визнано більшістю учасників Міжнародної наради вчених з питань статистики Катастрофи (Париж (1987), де обговорювали кількості від 4,2 млн (за Г. Рейтлінгером) до шести мільйонів (за М. Маррус та іншими).
Лев Поляков наводить німецькі дані часів війни, на підставі яких, з урахуванням демографічних наслідків расової політики нацистів (падіння народжуваності переслідуваних євреїв і знищення дітей), він оцінює загальні втрати єврейського народу приблизно у вісім мільйонів. Німецький вчений Р. Руммель в 1992 році опублікував демографічне дослідження, в якому оцінив число загиблих євреїв від 4 млн 204 тис. до семи мільйонів, вважаючи найвірогіднішою цифру 5 млн 563 тис. За підрахунком Я. Робінзона, загинуло близько 5 млн 821 тис. євреїв.
Рауль Хільберг визначає число загиблих в 5,1 млн людей («Знищення європейського єврейства», 1961). Ці підрахунки не беруть до уваги даних про смерть серед колишніх в'язнів таборів на початку після звільнення, хоча безсумнівно, що багато з них загинули внаслідок перенесених мук і хвороб, набутих в таборах. Єгуда Бауер називає цифри 5,6-5,85 млн людей.

### Періодизація голокосту
Згідно зі свідченнями Міжнародному трибуналу співробітника СС Дітера Висліцені, переслідування і знищення євреїв поділялося на три етапи: "до 1940 року … — вирішити єврейське питання в Німеччині та зайнятих нею областях за допомогою планового виселення. Друга фаза почалася з того часу: концентрація всіх євреїв у Польщі та інших зайнятих Німеччиною східних областях, і причому у формі гетто. Цей період тривав приблизно до початку 1942 року. Третім періодом було так зване остаточне вирішення єврейського питання, тобто планомірне знищення єврейського народу.Штандартенфюрер СС Дітер  Висліцені стверджував, що під терміном «остаточне рішення» розумілося саме фізичне знищення євреїв і він бачив наказ про це, підписаний Генріхом Гіммлером.
Коротка єврейська енциклопедія розглядає голокост в 4 етапи:
- Січень 1933 — серпень 1939 — з моменту, коли Гітлер став рейхсканцлером Німеччини і до нападу на Польщу
- Вересень 1939 — червень 1941 — з моменту включення західної Польщі до складу рейху і створення «Генерал-губернаторства» до нападу на СРСР
- Червень 1941 — осінь 1943 — з моменту нападу на СРСР і до повного знищення гетто на його території
- Зима 1943 — травень 1945 — з початку масової депортації євреїв Західної Європи до таборів смерті і до кінця війни.

### Становище євреїв у Німеччині в 1933—1939 роках
Незважаючи на явно дискримінаційну антисемітську політику щодо євреїв, геноцид розпочався далеко не відразу після приходу нацистів до влади. Нацисти прагнули видавити євреїв з країни, проте часто їм було просто нікуди їхати. Для євреїв Європи, за відомим висловом Хаїма Вейцмана (згодом — першого президента Ізраїлю), «світ розділився на два табори: на країни, які не бажають мати у себе євреїв, і країни, які не бажають впускати їх у свою країну».. Міжнародна конференція з питань біженців у Евіані (Франція) в липні 1938 року, скликана з ініціативи президента США Франкліна Рузвельта, закінчилася повним провалом. Крім Домініканської республіки, жодна з 32 країн, що брали в ній участь, не дала очікуваним біженцям із Німеччини та Австрії ні найменшого шансу. До того ж Британія обмежувала приплив мігрантів у підконтрольну їй Палестину.
Початок переслідуванням поклав бойкот євреїв від 1 квітня 1933, і наступна хвиля расових законів, спрямованих на євреїв, котрі працювали в державних установах або за певними професіями. «Нюрнберзький закон» від 15 вересня 1935 року поклав кінець рівноправності євреїв у Німеччині і визначав єврейство в расових термінах.
Антиєврейська істерія в Німеччині призвела у 1938 році (в ніч з 9 на 10 листопада) до масових погромів, що ввійшли в історію як «Кришталева ніч» (через друзки скла, якими були всипані вулиці німецьких міст).
У 1933—1939 роках з Німеччини та Австрії втекло 330 000 євреїв. Близько 110 000 єврейських біженців вирвались із Німеччини та Австрії в сусідні країни, але зазнали переслідувань вже під час війни.
На початку 1939 року Гітлер доручив «відповідальному за 4-річний план» Герману Герінгу підготувати заходи з виселення євреїв з Німеччини. Початок Другої світової війни не тільки збільшив їхню кількість (після приєднання до Німеччини західної Польщі), а й ускладнив шляхи для легальної еміграції.
У 1940 — на початку 1941 року нацисти розробляють кілька варіантів вирішення єврейського питання: пропонують Кремлю прийняти євреїв рейху в СРСР, ініціюють плани «Мадагаскар» (переселення всіх євреїв на цей острів біля берегів південно-східної Африки) і «Люблін» (створення єврейської резервації в окупованій нацистами частині Польщі, яка отримала назву «Генерал-губернаторство»). Всі ці проєкти не були реалізовані.

### Положення євреїв під час війни

#### Гетто
З початком Другої світової війни нацисти захопили країни та території з місцями компактного проживання єврейського населення — Польщу, Прибалтику, Україну, Білорусь.
У великих містах (набагато рідше — в невеликих містах) створювались єврейські гетто, куди зганялося все єврейське населення міста і околиць. Найбільше гетто було створено у Варшаві — у ньому було до 480 000 євреїв. У перші дні окупації німці підбурили місцеве населення окупованої Польщі до єврейських погромів та безпосередньо брали в них участь. Зокрема за участю німців та місцевих мешканців відбувся масовий погром у Львові та погром у Єдвабному.
На території СРСР найбільшими гетто були Львівське гетто 100-120 тисяч осіб, існувало з листопада 1941 по червень 1943 року) і Мінське гетто (близько 100 тисяч осіб, ліквідовано 21 жовтня 1943).
До ухвалення рішення про повне фізичне знищення євреїв, німці застосовували наступну схему «вирішення єврейського питання»:
- концентрація єврейського населення у великих міських районах — гетто;
- відокремлення їх від не єврейського населення — сегрегація;
- повне витіснення євреїв з усіх сфер суспільного життя;
- конфіскація їхнього майна, витіснення євреїв з усіх сфер економічного життя і розорення;
- доведення євреїв до стану, коли рабська фізична праця стане єдиною можливістю для виживання;

#### Масові розстріли

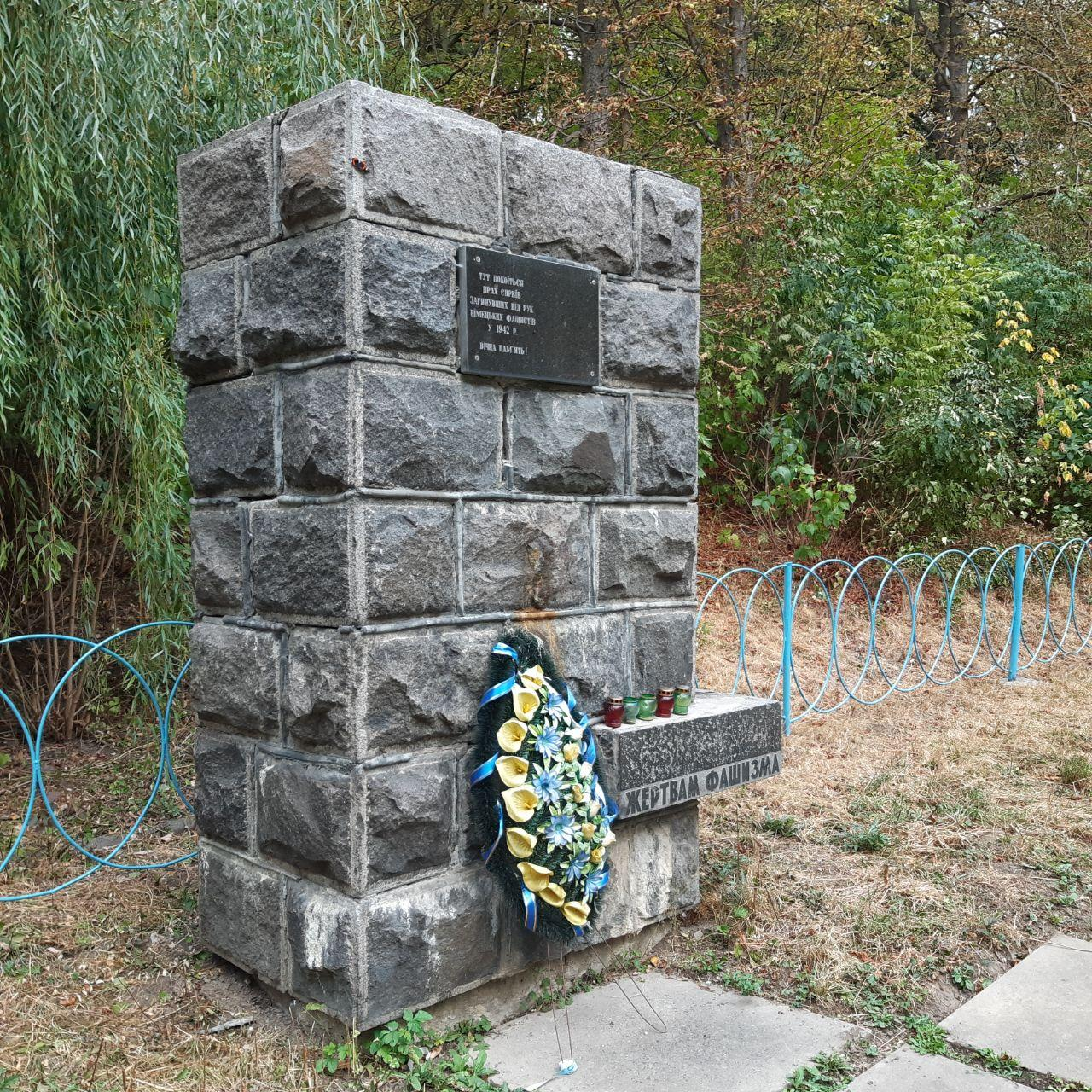
Меморіал у Хмельницькому, Україна

Єврейське населення СРСР знищувалося, як правило, безпосередньо в місцях його проживання айнзатцгрупами (нім. Einsatzgruppen) СС і колаборантами. Знищенням євреїв в окупованій Одеській області займалися румунські війська. По всій Балтії, Україні, Білорусі, майже біля кожного невеликого міста, біля багатьох сіл знаходяться «ями» — яри, куди зганяли і розстрілювали чоловіків, жінок, дітей.
Уже наприкінці липня 1941 року в Каунасі були вбиті німцями тисячі євреїв; з 60 тисяч євреїв Вільнюсу близько 45 тисяч загинули під час масових розстрілів у ярах близько Понар, що тривали до кінця 1941 року. Хвиля вбивств прокотилася по всій Литві. До початку 1942 року залишки єврейських громад зберігалися лише в містах Каунас, Вільнюс, Шяуляй і Швенчіс.

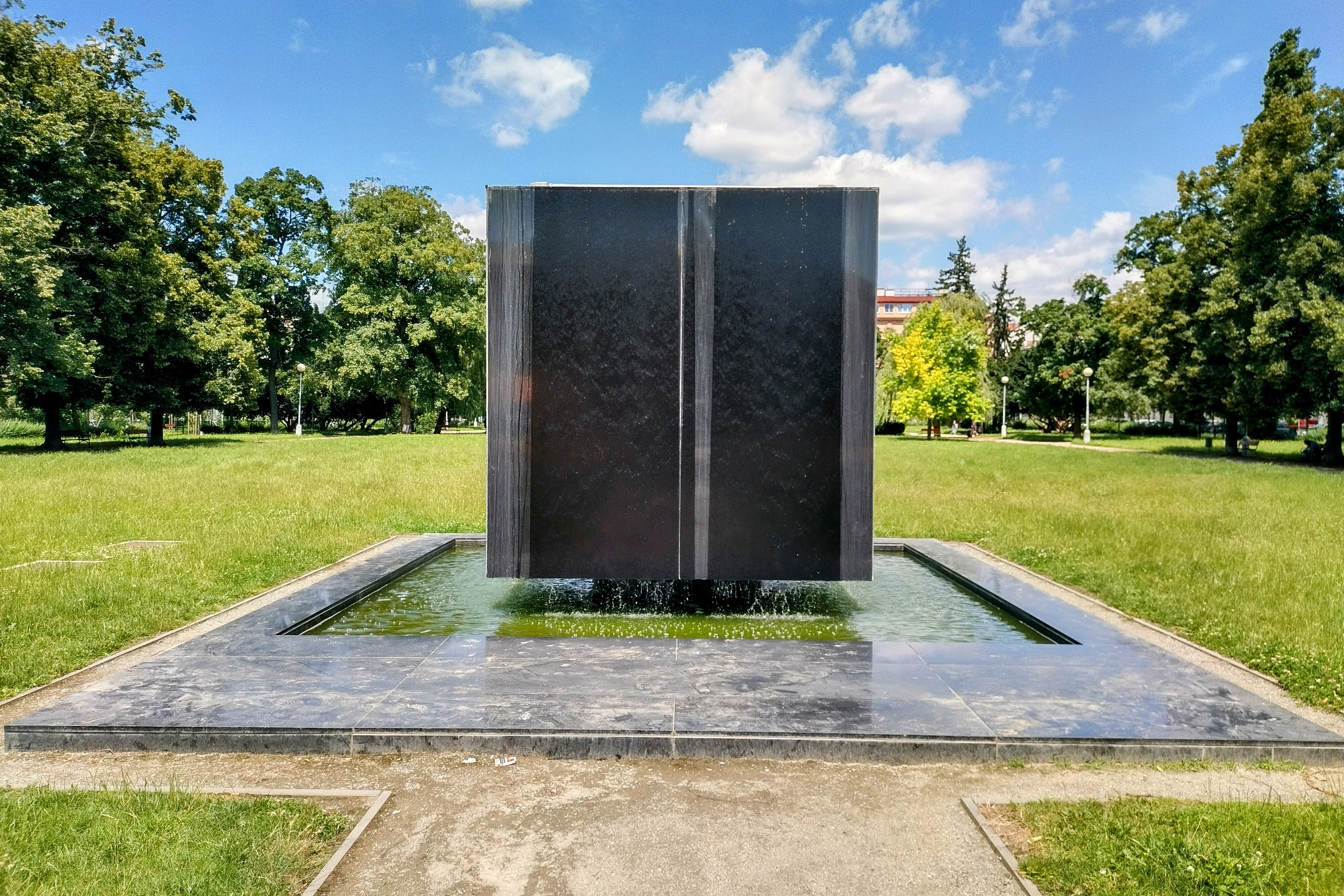
Пам'ятник жертвам Голокосту, Брно

У Латвії протягом декількох тижнів було знищено все єврейське населення провінційних міст; збереглися лише громади Даугавпілсу, Риги і Лієпаї. З тридцяти трьох тисяч євреїв Риги двадцять сім тисяч були вбиті наприкінці листопада — на початку грудня 1941 року. Приблизно тоді ж були винищені євреї Даугавпілса та Лієпаї.
Значній частині нечисленного єврейського населення Естонії, що нараховувало в 1940 році приблизно 4,5 тисяч осіб, вдалося уникнути загибелі. Так 14 червня 1941 року, всього за 8 днів до війни, приблизно 500 євреїв разом з 10 тисячами естонців були депортовані органами НКВС у Сибір, близько 500 єврейських чоловіків були мобілізовані до Червоної армії або вступили у винищувальні батальйони. З решти 3,5 тис. євреїв в Естонії тільки близько 950 осіб не змогли або не захотіли евакуюватися, пам'ятаючи жорстокість співробітників радянських силових структур, виявлену в ході недавньої депортації, і наївно покладалися, на думку історика Антона Вайс-Вендта, на гуманізм німецької окупаційної влади. Приблизно 2-2,5 тисячам естонських євреїв вдалося евакуюватися у внутрішні регіони Радянського Союзу, чому сприяв той факт, що німці зайняли Таллінн тільки 28 серпня 1941 року. 929 євреїв що залишились в Естонії були розстріляні ще до кінця 1941 року силами прибулої з Риги зондеркоманди 1a (у складі айнзатцгрупи A) під керівництвом штандартенфюреру СС Мартіна Зандбергера. Розстріли відбувалися у Таллінні, Тарту і Пярну, в деяких з них брали участь і члени естонської воєнізованої організації «Омакайтсе». Естонія була першою і єдиною країною Європи, що стала «вільною від євреїв» (нім. «Judenfrei»), про що було повідомлено в Берлін в лютому 1942 року.
У Білорусі лише деяким євреям вдалося евакуюватися вглиб країни. 27 червня 1941 в Білостоці були вбиті дві тисячі євреїв, а через кілька днів — ще кілька тисяч. Протягом п'яти днів близько 80 тис. євреїв Мінську і його околиць були сконцентровані в гетто (створено 20 липня 1941 р.). До початку зими понад 50 тис. людей були вбиті. У перші місяці окупації було винищено також більшість євреїв Вітебська, Гомеля Бобруйську і Могильовa. Дванадцять з двадцяти трьох гетто, створених в Білорусі та в окупованих частинах РРФСР (головним чином у Смоленській області), були ліквідовані до кінця 1941 р., а ще шість — у перші місяці 1942 року.
На Західній Україні німці і місцеве населення влаштували погроми вже наприкінці червня — початку липня 1941 р. У Львові 30 червня — 3 липня було вбито чотири тисячі євреїв, а 25-27 липня — близько двох тисяч. Через кілька днів після захоплення німцями Луцьку там було вбито дві тисячі євреїв; з двадцяти семи тисяч євреїв Рівного двадцять одна тисяча була вбита в листопаді 1941 р.
Євреї центральної та східної України, яким не вдалося евакуюватися до приходу німців, потрапили в руки нацистів і розділили долю єврейського населення східноєвропейських областей (див., наприклад, Бабин Яр у Києві, Богданівка в Миколаївській області, Дробицький яр у Харкові). Наступ німецьких військ на схід і окупація ними великих територій СРСР привели до того, що під владу нацистів потрапила частина євреїв, які зуміли евакуюватися із західних районів країни на початку військових дій. Їх спіткала загальна доля єврейського населення окупованих територій (наприклад, в 1942 р. на Кубані). Багато громади Україні були знищені безслідно. Із сімдесяти єврейських центрів довоєнної України, доля яких невідома, 43 були знищені ще в 1941 р., а решта — до середини 1942 року.
Після заняття німцями наприкінці жовтня 1941 р. майже всього Криму, було вбито за активного сприяння місцевого населення близько п'яти тисяч кримських євреїв (кримчаків) і ще близько вісімнадцяти тисяч єврейських жителів.
В окупованих Псковській, Смоленській і Брянській областях РРФСР у всіх місцях зі скільки-небудь значною концентрацією єврейського населення були створені гетто і лише потім почалися масові розстріли. У Ленінградській і Новгородській областях, на Північному Кавказі і в Криму (за невеликим винятком) знищення єврейського населення проводилося відразу ж після захоплення населених пунктів і євреї перед розстрілом концентрувалися в певних будівлях лише на кілька годин або днів. Однак у Калузькій та Калінінської областях в результаті контрнаступу під Москвою в декількох населених пунктах окупанти не встигли знищити єврейське населення.
Вбивства євреїв Півдня Росії і Північного Кавказу почалися влітку 1942 року після окупації нацистами цих регіонів. 23 липня 1942 відбулося масове вбивство євреїв Ростова-на-Дону у Зміївській балці. Всього на території трьох автономних республік, двох країв і трьох областей РРФСР, окупованих влітку-восени 1942 року, загинуло близько 70 000 євреїв.

#### «Остаточне розв'язання єврейського питання»

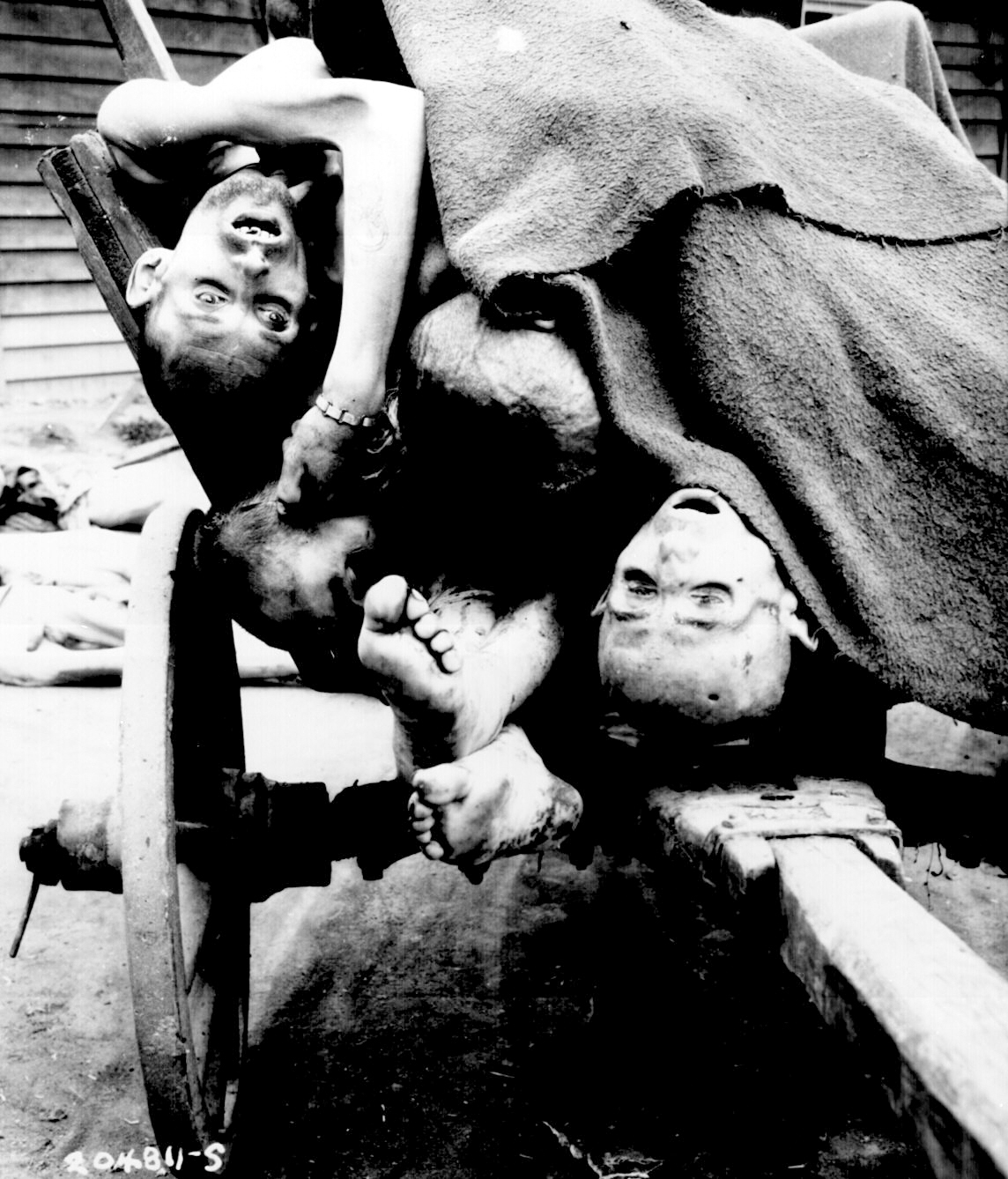
Кілька тіл в'язнів у концентраційному таборі Маутхаузен-Гузен, Австрія. В'язнів змушували працювати на каменоломні, поки вони не ставали занадто слабкі, тоді їх вбивали.

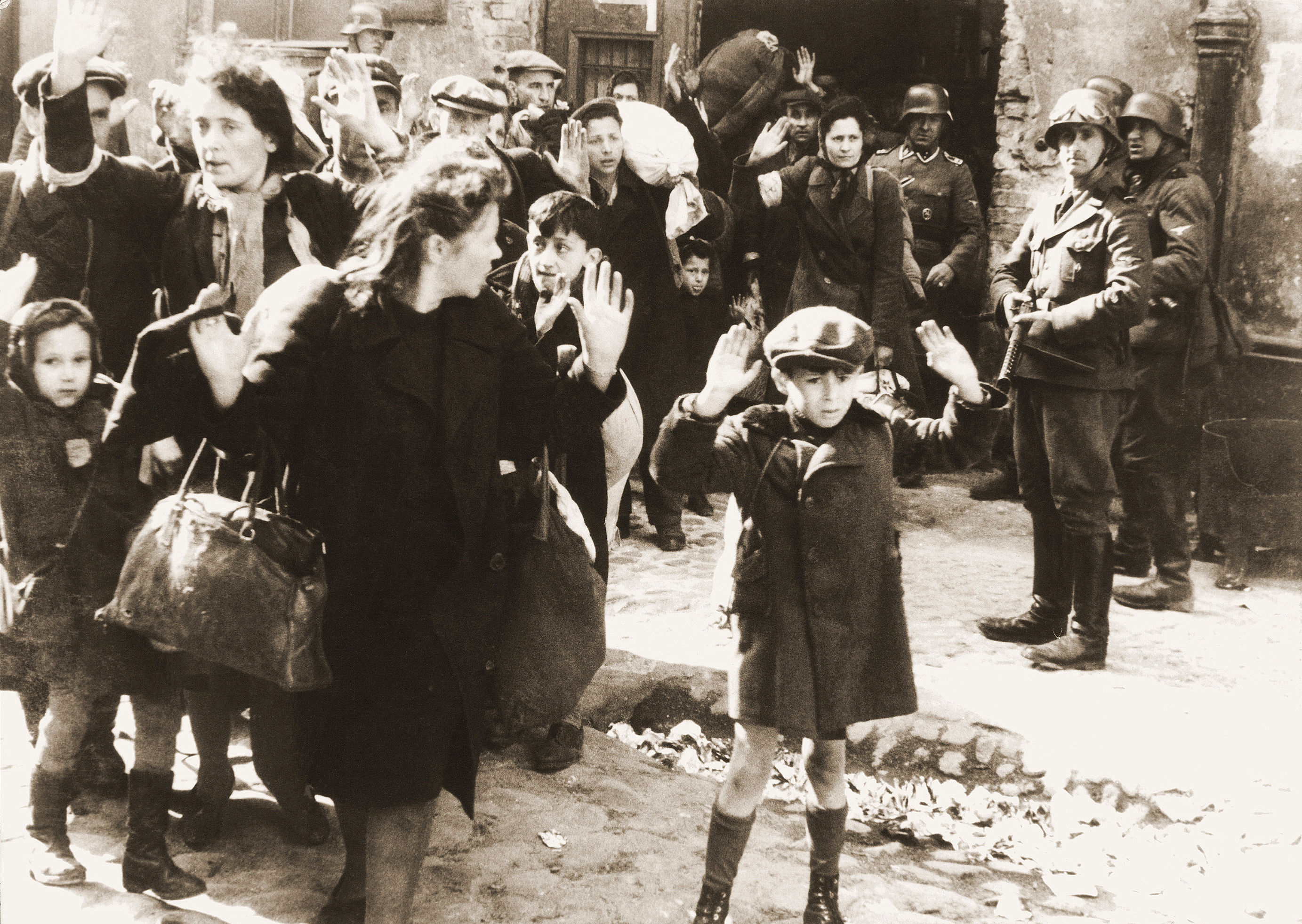
Фотографія з рапорту Юргена Штропа, який керував придушенням повстання у Варшавському гетто. Оригінальний підпис свідчив: «Силою витягнуті з притулку».

31 липня 1941 Герман Герінг підписав наказ про призначення глави РСХА Рейнхарда Гейдріха відповідальним за «остаточне вирішення єврейського питання».
У середині жовтня 1941 року почалася депортація євреїв з Німеччини в гетто Польщі, Прибалтики та Білорусі.
У січні 1942 року на Ванзейської конференції було схвалено програму «остаточного розв'язання єврейського питання». Цю ухвалу не афішували, і мало хто (в тому числі і майбутні жертви) тоді могли повірити, що в XX столітті таке можливо. Євреїв Німеччини, Франції, Голландії, Бельгії посилали на схід, у табори і гетто Польщі та Білорусі, розповідаючи їм про тимчасовість такого переселення. У Польщі створювались табори смерті, які взагалі не було розраховано на проживання великої кількості людей — тільки на швидке знищення новоприбулих. Місця для будівництва перших з них (Хелмно і Белжець) було обрано ще в жовтні 1941 р. Знищення євреїв Польщі отримало назву «Операція Рейнхард» на честь убитого в травні 1942 р. у Празі Рейнхарда Гейдріха.
На початку грудня 1941 р. почав діяти перший табір смерті в Хелмно. Там євреїв вбивали чадним газом в закритих вантажівках — «душогубках».
У липні 1942 р. почалися масові депортації з гетто Варшави (найбільшого з усіх створених) в табір смерті Треблінка. До 13 вересня 1942 р. були депортовані або загинули в гетто 300 тис. євреїв Варшави.
В гетто міста Лодзь утримувалось до 160 000 євреїв. Це гетто було знищено поступово: перша хвиля депортацій в Хелмно відбувалася між січнем і травнем 1942 року (55 тис. євреїв Лодзі і провінційних містечок Калішського району), потім ряд подальших депортацій до Хелмна і інші табори, а 1 вересня 1944 року воно було остаточно ліквідовано. Єврейське населення Любліну було надіслано до табору знищення Белжець. В ході акції 17 березня — 14 квітня 1942 були відправлені на смерть 37 тис. євреїв, а чотири тисячі тих, що залишилися, були сконцентровані в гетто Майдан-Татарський на околиці міста. У березні 1942 р. до Белжеця перевели євреїв з усього Люблінського воєводства; почали прибувати також поїзди з жертвами із Західної України. Зі Львова в березні 1942 р. були відправлені в Белжець близько 15 тис. євреїв, а в серпні — ще 50 тис.
З Кракова в червні і жовтні 1942 р. більшість євреїв було надіслано в Белжець; в березні 1943 р. близько шести тисяч з тих євреїв, що залишалися там, були переведені в робочий табір у передмісті Кракова Плашув, а близько трьох тисяч — в Освенцім. У вересні 1942 р. більшість євреїв Радому, Кельців, Ченстохови та інших міст Східної Польщі відправили до Треблінки. З 300 тис. євреїв Радомського району наприкінці 1942 р. залишалося в живих лише близько 30 тис.
У 1942 р. було знищено більшість євреїв Східної та Центральної Європи і значна частина євреїв Західної Європи. Успішний наступ радянської армії на ряді фронтів в 1943 р., зміна ситуації після Сталінградської битви і поразки армії Роммеля під Ель-Аламейном, спричинили прискорення темпів розправи нацистів над євреями.
Швидке просування радянських військ на захід примусило есесівців гарячково ліквідувати останні гетто та робочі табори і замітати сліди скоєних у них злочинів. Спеціальний підрозділ (Зондеркоммандо-1005) займалося спаленням трупів на місці масових розстрілів.
Поспішно були ліквідовані майже всі гетто і табори, ще залишалися на території Польщі, Україні, Білорусі, Латвії та Литви (так, наприклад, після придушення повстання у вільнюському гетто останні кілька тисяч євреїв були 23 вересня 1943 відправлені в табори в Естонії); почалася масове відправлення єврейського населення з Італії, Норвегії, Франції, Бельгії, Словаччини та Греції в Освенцім, яка тривала до жовтня 1944. До знищення євреїв Угорщини приступили вже після того, як радянські війська заволоділи східними областями цієї країни.

#### Кінець війни
На думку деяких дослідників, програма винищення євреїв у 1943—1945 рр..(до капітуляції Німеччини в травні 1945 р.) була виконана на дві третини. Брак робочої сили і одночасно економічно безглузде вбивство мільйонів людей викликали в 1943—1944 рр.. сумніви у нацистської верхівки в правильності підходу до «остаточного вирішення». У 1943 р. Гіммлер віддав наказ про використання праці уцілілих євреїв в інтересах ведення війни. У певний момент Гіммлер навіть запропонував звільнити частину євреїв в обмін на політичні поступки (включаючи і можливість переговорів про укладення сепаратного миру з Заходом) або за колосальний викуп.
На останньому етапі війни, коли неминучість поразки Німеччини вже не викликала сумнівів, деякі нацистські керівники намагалися використовувати євреїв для встановлення зв'язку з союзниками, в той час як інші (передусім Гітлер) продовжували вимагати тотального знищення тих, хто ще залишався в живих. Штандартенфюрер СС Дітер Висліцені на Нюрнберзькому процесі стверджував, що наприкінці лютого 1945 Адольф Ейхман назвав йому число убитих євреїв «близько 5 млн людей».

### Голокост і колабораціонізм
Роль місцевого не єврейського населення окупованих Німеччиною територій в процесі холокосту була неоднозначною. Тисячі місцевих жителів служили у допоміжній поліції, створеної окупантами і брали участь в охороні гетто, конвоюванні євреїв до місця вбивств і в самих вбивствах. Місцева поліція здійснювала відправлення євреїв у табори смерті на територіях, контрольованих режимом Віші у Франції, у Словаччині, в Угорщині. Багато місцевих жителів доносили окупантам на те, де переховуються євреї. Багато місцевих жителів привласнювали собі майно убитих євреїв, вселялися в їхні оселі. Нарешті, були випадки, коли місцеві жителі самі розправлялися з євреями, без безпосередньої участі окупантів. У Хорватії вбивства євреїв також здійснювалися без безпосередньої німецької участі.
У той же час чимало місцевих жителів-неєвреїв рятували євреїв, ризикуючи свободою і життям.

#### Юденрати і єврейська поліція
За ініціативою німецької окупаційної влади в кожному гетто на окупованих територіях створювалися єврейські адміністративні органи самоврядування — юденрати (нім. Judenrat) — «єврейські ради». Окремий юденрат міг відповідати за певне гетто, окрему територію, регіон або навіть за цілу країну. У повноваження юденрату входило забезпечення господарського життя і порядку в гетто, збір грошових коштів, відбір кандидатів для роботи в трудових таборах, а також виконання розпоряджень окупаційної влади. Юденрати активно співпрацювали з німецькою владою, намагаючись завоювати авторитет і показати свою значність для «справи» Німеччини і тим самим врятувати якомога більше євреїв. Зокрема, глава юденрату Лодзинського гетто Хаїм Румковскій виголосив перед жителями гетто агітаційну промову, закликаючи віддати на смерть дітей гетто, начебто задля того, щоб цією ціною врятувати все гетто. Тільки масові відправлення євреїв до таборів смерті в 1942 році розвіяли ілюзії членів юденрату (так, наклав на себе руки глава варшавського юденрату Адам Черняков).
Юденрату підпорядковувалася єврейська поліція. Головою єврейської поліції звичайно був один з членів юденрату. Комплектування єврейської поліції відбувалося за участю німців і керівників юденрату. Зазвичай єврейська поліція зброї не мала — членам поліції дозволялося носити гумові кийки. Однак деякі єврейські поліцейські були озброєні.
Функції єврейської поліції можна розділити на три типи:
1. виконання німецьких наказів, отриманих через юденрат або безпосередньо від окупаційної влади;
2. виконання розпоряджень юденрату у зв'язку з його заходами: збір контрибуцій.
3. охорона вулиць гетто, охорона входу і виходу з гетто.

Іноді єврейські поліцейські брали участь у розстрілах євреїв. 27 жовтня 1942 року 7 членів єврейської поліції під керівництвом начальника єврейської поліції Вільнюського гетто С. Деслер в Ошмянах (Білорусь) брали участь у масовому вбивстві 406 чоловік. Єврейські поліцейські Вільнюського гетто супроводжували колони євреїв в Панеряй до місця масових вбивств. Також у Вільнюському гетто в 1942 році єврейською поліцією було повішено 6 євреїв за кримінальні злочини.
Попри те, що єврейська поліція допомагала нацистам у знищенні інших євреїв, багато хто з її членів(але не всі) зрештою розділили долю інших жертв голокосту.

### Опір і Праведники світу

#### Опір самих євреїв

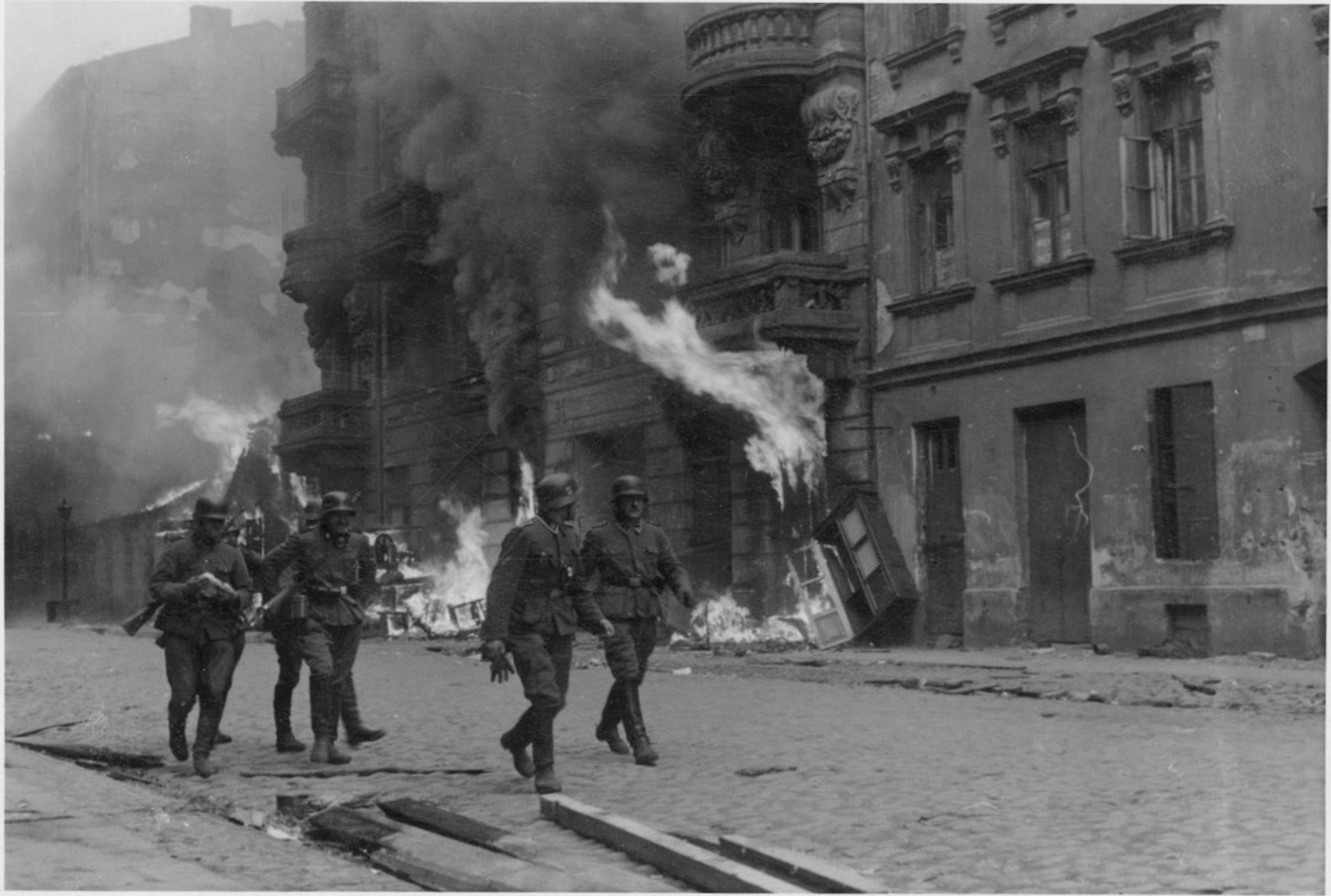
Фотографія з рапорту Юргена Штропа, який керував придушенням повстання у Варшавському гетто. Оригінальний підпис свідчив: «Штурмова група».

Відсутність чіткої інформації про плани нацистів по тотальному знищенню єврейського народу призвела до того, що жителі гетто в основному намагалися виконувати вимоги окупантів, прагнучи вижити.
На початку трагедії Голокосту мешканці гетто, розраховуючи вижити, намагались виконувати вимоги окупантів і співпрацювали з ними в таких установах, як Юденрат, Єврейська поліція. Лише після того, як результат став остаточно зрозумілий, в таборах і гетто розпочалися повстання: найбільш відомі повстання у Варшавському гетто в січні 1943 року, а також повстання в таборі знищення «Собібор» — єдине успішне повстання у концтаборі за всю історію Другої світової війни. Активним центром опору було Мінське гетто. Гетто в Білостоці (пол. Bialystok, нині Польща), що містило спочатку 50 000 євреїв, було ліквідовано 16 серпня 1943 року після п'яти днів боїв з єврейським підпіллям. У Білорусі, в Україні і в Литві діяли єврейські партизанські загони.
Доля євреїв окупованих територій була вирішена. Позбавлені, як правило, підтримки місцевого населення, багато хто з цих людей не мали шансів вижити поза стінами гетто. Серед тих, що вижили в Шоа — ті деякі, кого з ризиком для життя переховували місцеві жителі (не-євреї, названі «Праведниками світу», врятували від загибелі десятки тисяч євреїв); ті, хто пішов у партизанські загони. У Білорусі серед партизан і підпільників воювали 15 300 євреїв. Відомий єврейський партизанський загін імені Калініна, створений братами Бєльськими. В Білорусі у партизанських загонах воювало близько 30 тисяч євреїв — число білоруських євреїв, котрим вдалося вижити, з цією цифрою майже збігається. Євреї воювали в партизанських загонах у Литві та в Північній Україні.

#### Допомога євреям

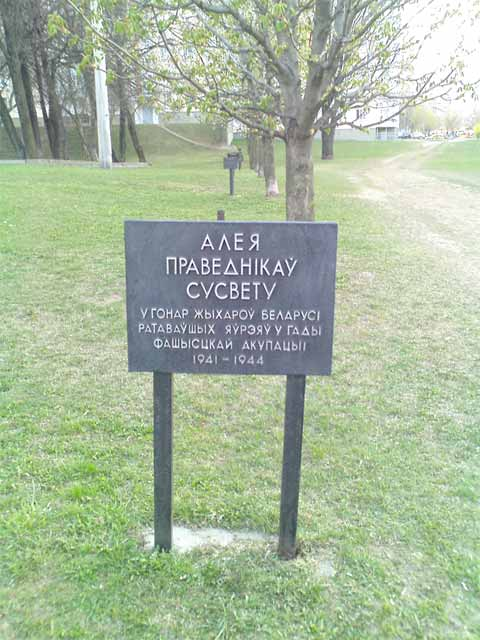
Алея праведників світу в Білорусі

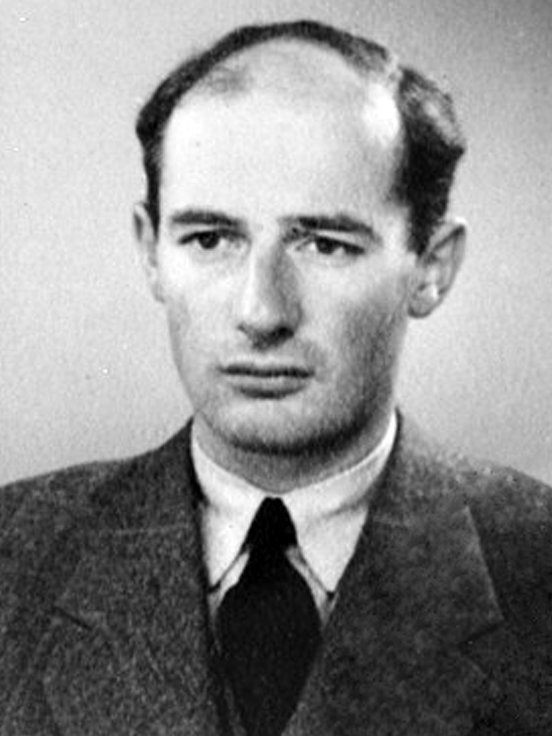
Рауль Валенберґ

Серед переживших Голокост велика кількість тих, кого з великим ризиком для життя переховували місцеві жителі. Ці люди, не-євреї, названі «Праведниками світу», врятували від загибелі десятки тисяч євреїв.
У Нідерландах, Норвегії, Бельгії і Франції існував рух спротиву, який також допомагав євреям, головним чином у пошуку сховищ. У Данії данці переправили на рибацьких човнах за великі гроші у Швецію 7000 з 8000 данських євреїв; усе данське суспільство, у тому числі і королівська сім'я, відкрито протестували проти расистських законів під час німецької окупації. Це призвело до того, що під час Другої світової війни в Данії загинуло лише 60 євреїв.
Треба відзначати велику кількість українців, які під час окупації під страхом знищення або заслання до концтабору переховували євреїв у своїх хатах. Також неймовірним був їхній моральний подвиг, оскільки багато їхніх співвітчизників «здавали» своїх сусідів-євреїв з подальшим грабунком їхньої власності. Єврейська організація Яд Вашем визнала героями 1755 українців з числа тих, хто, ризикуючи життям, рятував євреїв. Видатним рятівником євреїв був митрополит Андрій Шептицький. Під час свого візиту до України папа Римський Іван-Павло II відмітив особливу роль греко-католицького священника Омеляна Ковча в спасінні невинних людей у 1942 р. і його жертви власним життям заради спасіння євреїв.
Опір нацистам надали болгари. Коли німці зажадали видати їм болгарських євреїв (їх було близько 50 000), піднялася вся громадськість. Демократи, комуністи, громадські діячі, члени парламенту, священники православної церкви на чолі з патріархом встали на захист євреїв-громадян Болгарії. Цар Борис III неодноразово саботував відповідні вказівки Німеччини. Євреї були вислані зі столиці в провінцію. В результаті вдалося врятувати близько 50 000 чоловік. Однак 11 343 євреїв з приєднаних під час війни до Болгарії Македонії і грецької Фракії були відправлені в Освенцім. В Ізраїлі в 1996 році відбулося відкриття «Болгарського пам'ятного гаю», в якому встановлені плити на честь тих, хто сприяв порятунку болгарських євреїв.
В окремих випадках допомагали євреям також і високопосадові німці. З цих рятівників найвідомішим є Оскар Шиндлер, німецький бізнесмен, який врятував тисячі євреїв з табору Пласов (Plaszow), влаштувавши їх працювати на свою фабрику. Є серед «праведників світу» дипломати і цивільні чиновники. Серед найбільш відомих — Арістідес Соуса Мендес (Aristides Sousa Mendes, Португалія), Тіуне Сугіхара (Японія) і Пауль Грунінгер (Paul Gruninger, Швейцарія) ризикували своєю кар'єрою заради спасіння євреїв. Співробітник іранського посольства в Парижі Абдул-Хусейн Садрі також рятував євреїв в окупованому нацистами місті, видавши їм близько трьох тисяч іранських віз. Але найзнаменитіший дипломат, який рятував євреїв — це, ймовірно, Рауль Валленберг зі Швеції, який врятував десятки тисяч угорських євреїв. Незважаючи на свою дипломатичну недоторканість, після взяття Будапешту, він був заарештований радянськими спецслужбами, таємно вивезений в СРСР і розстріляний у в'язниці НКВС. Лише в 2006 році стало широко відоме ім'я сальвадорського дипломата — полковника Хосе Артуро Кастельяноса, що видав близько 40 тисяч фальшивих документів про сальвадорське громадянство європейським євреям (головним чином — з Угорщини), що дозволило врятувати більше 25 тисяч чоловік.
У Польщі було страчено понад 2 000 чоловік, які рятували євреїв чи допомагали їм. Польський уряд у вигнанні створив спеціальне підпільне агентство Жеґота (пол. Żegota, Рада допомоги євреям на окупованій території Польщі) (1942—1945), щоб організувати порятунок євреїв. На чолі його стояла Зофія Козак-Щуцька. Інший видатний діяч цієї організації — Ірена Сендлер. Польський підпільник Ян Карський в 1942 р. дістався до Великої Британії з доповіддю про винищення євреїв і намагався привернути увагу британських і американських політиків до необхідності надати їм допомогу.
Італійські військові і цивільні влади в 1942—1943 роках також відмовлялися допомагати у здійсненні відправлення євреїв з окупованих Італією областей Югославії та Франції в табори смерті. Під німецьким тиском італійці створили концтабори для євреїв (зокрема, концтабір Кампанья), але в них були гуманні умови утримання.
Незважаючи на жорстку антисемітську політику нацистів, у Німеччині періодично лунали голоси протесту проти переслідування євреїв. Найбільшим спонтанним виступом проти антисемітської політики стала демонстрація на Розенштрассе в Берліні 27-28 лютого 1943 року етнічних німців — подружжя та інших родичів євреїв, яким загрожувала відправлення до таборів. Щоб уникнути скандалу, гауляйтер Берліна Геббельс розпорядився звільнити родичів демонстрантів, числом близько 2000 чоловік, і направити їх на примусові роботи в Берліні (майже всі вони дожили до кінця війни).
Станом на 1 січня 2010 року, за даними інституту Яд Вашем встановлено 23 226 спасителів, яким присвоєно почесне звання «Праведник світу». На частку Польщі припадає найбільше праведників світу — 6195 осіб, у Голландії їх 5009, у Франції 3158 праведників світу. З колишніх республік СРСР найбільше число праведників припадає на Україну — 2272. Яд Вашем застерігає: «Ці цифри не є показником дійсного числа євреїв, врятованих в кожній країні, але вони відражають дані про порятунок, що стали доступними Яд ва-Шем». («These figures are not necessarily an indication of the actual number of Jews saved in each country, but reflect material on rescue operations made available to Yad Vashem.»).

### Наслідки Шоа
З польських євреїв вижило близько 300 тисяч: 25 тисяч врятувалися у Польщі, 30 тисяч повернулися з таборів примусової праці, а інші — це ті, хто повернувся з СРСР. Знищення єврейського життя, розруха і вибух антисемітизму, пік якого припав на погром у Кельцях (Kielce) в липні 1946 року, змусили більшість польських євреїв залишити країну (здебільшого нелегально), відправившись до Центральної Європи. Після 1946 року в Польщі залишилося тільки 50 тисяч євреїв.
Були знищені не тільки люди — була знищена унікальна місцева єврейська культура, знищена пам'ять про те, що вона (ця культура) століттями була невід'ємною частиною культури Східної Європи. Свідчень цьому практично не збереглося. Євреї на цих землях, які колись були центром світового єврейства, перетворилися на маргінальну меншість. У певному сенсі, нацисти зі своїми завданнями щодо остаточного вирішення єврейського питання впоралися успішно.

## Роми
Після євреїв роми є другими за чисельністю жертвами Голокосту, але визнання геноциду ромів Німеччиною відбулося лише у 1982 році. Причини – у відсутності політичного представництва, наявності стійких антиромських настроїв та ін. Усупереч нацистському визначенню «група з асоціальною поведінкою» переважна більшість ромів Європи, які проживали тут з 8 століття, були осілими сім'ями та невід'ємною частиною суспільств. 
Переслідування ромів нацисти почали від середини 1930-х рр., а в 1938 р. Генріх Гіммлер видав циркуляр про «врегулювання циганського питання на підставі расових принципів», метою якого мало стати «остаточне розв’язання циганського питання», аналогічно до антисемітських рішень Ванзейської конференції. Нацисти діяли у трьох напрямках: стерилізація молодого покоління ромів на теренах Райху (починаючи з другої половини 1930-х років); страта на окупованих територіях СРСР та, згодом, Польщі, також страти союзничеськими урядами Румунії та Хорватії (з 1941 року); винищення в концтаборах (починаючи з весни 1943 року). Науковці сформували два діапазони втрат народу ромів в роки Другої світової війни: від 200 до 275 тисяч безповоротних жертв (назвали Р. Фоссен, М. Ґілберт, Р. Раммель), та  від 0,5 до 1 млн осіб (нарахували Янко Генкок, Отто Ульч, Жан П'єр Леґо, Ізабель Фонсека та Майкл Стюарт).
Антиромська політика не була повсюди однаковою, місцеві керівники могли як посилювати, так і послаблювати переслідування. На теренах України більшість страт ромів припало на 1942 р. До 1941 року в Україні проживало приблизно 20 000 ромів, нацисти та колаборанти вбили до 25 000 осіб, понад половина з яких – депортовані з Румунії. Водночас у Криму мусульманський комітет домігся повної зупинки вбиств ромів. Щодо переживших Параймос, дослідження підтверджують для них спадковий ризик посттравматичних стресових синдромів.

## Гомосексуали
Представники сексуальних меншин переслідувались у нацистській Німеччині на підставі статті 175 Кримінального кодексу Німеччини. Згідно з редакцією від 1 вересня 1935 року переслідувались «непристойні домагання» і «поведінка» серед чоловіків. Нацисти розрізняли гомосексуалів, винних лишень в одному «злочині», і гомосексуалів-«рецидивістів». У 1940 році «рецидивістів» розпочали відправляти у концтабори після винесення їм вироку. В концтаборах для гомосексуалів створювались особливо нестерпні умови; навіть розпізнавальний знак цієї категорії ув'язнених — рожевий трикутник (який став згодом головним символом гей-руху) — нашивався на їхній одяг більшого розміру, ніж у інших категорій, щоб вартові здалеку розпізнавали в них першочергових жертв. За даними дослідників з Американського меморіального музею голокосту, в концтаборах утримувалось від 5 до 15 тис. засуджених за гомосексуальність.
В той же час у суспільстві неоднозначне ставлення до зарахування гомосексуалів до жертв голокосту. Після закінчення війни більшість жертв-гомосексуалів не було реабілітовано і тим більше не отримали компенсацій. 10 травня 1957 року Федеральний конституційний суд визнає § 175 в редакції 1935 року чинним. Судді Конституційного Суду виносять рішення: «Сексуальні дії між одностатевими партнерами однозначно суперечать нормам моралі»...
Колишній в'язень концтабору Маутхаузен Ежен Цукерман протестує проти зарахування гомосексуалів до жертв нацистів. За його словами перші кілька тисяч гомосексуалів, ув'язнених в концтаборах, самі були членами нацистських формувань, зокрема штурмових загонів Ернста Рьома Sturm Abteilung і Nazi Storm Troopers.

## Свідки Єгови
У 1933 році в Німеччині нараховувалось близько 25000 Свідків Єгови[джерело?]. Тисячі з них стали першими ув'язненими нацистських таборів смерті і тюрем. Вони заявляли про свою позицію нейтралітету в будь-яких питаннях, які стосувались політики чи війни. Також відмовлялись проголошувати «Хайль Гітлер!», визнавати шовіністичну ідеологію нацизму і бути частиною гітлерівської військової машини. Близько 2000 Свідків Єгови, з них понад 250 було страчено[джерело?]. Згодом у журналах «Вартова башта» і «Пробудись!», які доступні у всьому світі, Свідки Єгови неодноразово друкували статті, в яких розповідалось про звірства нацистів і життя очевидців тих подій.[джерело?]

## Слов'яни та радянські військовополонені
Німці всіх радянських військовополонених (за винятком євреїв і циган, яких виділяли за зовнішніми ознаками) називали росіянами, тому визначити кількість етнічних українців, білорусів, росіян, яких було знищено немає можливості[джерело?]. Загалом було знищено понад 3 млн радянських військовополонених. Радянські військовополонені масово гинули у таборах через відмову нацистської влади їх годувати, окрім того, їх цілеспрямовано знищували в таборах смерті [джерело?]. Інші слов'яни також вважались неповноцінними і підлягали частковому знищенню. Передбачалось їхнє поневолення. До слов'ян на окупованій нацистами території застосовувалась політика геноциду, планомірне знищення національної інтелігенції і національної культури, пригноблення релігійного життя, насильна мобілізація на примусові роботи. Особливо жорсткої політики геноциду зазнали поляки. Було заборонено польську мову, закрита уся польська преса, заарештовано майже усе духівництво, закриті усі польські виші та середні школи, ліквідовані польські культурні заклади, велась планомірна політика по заміні польських назв, планомірно знищувалась польська інтелігенція і державні службовці.

## Матеріальна допомога жертвам голокосту
Передбачені різні грошові виплати постраждалим під час Голокосту. Виплати здійснюються в рамках виконання Закону про компенсації, а також в рамках спеціальних програм і фондів. Крім того, у 1952 році було підписано Угоду про репарації між Німеччиною та Ізраїлем.
20 вересня 1945 голова Єврейського агентства Хаїм Вейцман звернувся до урядів чотирьох держав з проханням повернути власникам вилучену нацистами власність євреїв, а якщо власників не залишилося в живих, то передати власність уповноваженим єврейським організаціям, які будуть витрачати кошти на реабілітацію здоров'я жертв Голокосту.

### Федеральний закон про компенсації
18 вересня 1953 Німеччиною був прийнятий Федеральний закон про компенсації, який набрав чинності 1 жовтня. Закон передбачав виплату грошових коштів наступним категоріям отримувачів:
- особи, які є громадянами ФРН і Західного Берліна станом на 31 грудня 1952
- особи, які емігрували з території Третього рейху станом на 31 грудня 1937
- переміщені особи, які до 1 січня 1947 знаходилися в таборах на території ФРН та Західного Берліна.

Надалі коло одержувачів було розширене і в обмеженому обсязі під дію закону також підпадали:
- юридичні особи, які через переслідування перенесли місце знаходження з території Третього рейху в інші країни станом на 31 грудня 1937
- жертви медичних експериментів нацистів
- вихідці областей, звідки в післявоєнний час депортувалося німецьке населення (переважно Чехословаччина і Західна Польща
- особи, які втратили громадянство (крім австрійців) і проживали в Ізраїлі або інших країнах станом на 1 жовтня 1953
- осіб, які не проживають у комуністичних країнах і не мають їхнього громадянства станом на 31 грудня 1965 року (якщо вони ще не отримували компенсації від ФРН).

Закон передбачав одноразові й щомісячні виплати. Критеріями виплати служили, зокрема, втрата рідних і близьких, збиток фізичному стану і здоров'ю, позбавлення волі, втрата власності, втрати капіталу, втрати від дискримінаційного оподаткування, примусове переривання професійної кар'єри, неотримання виплат за страховими полісами.
Таким чином, дія закону не поширювалася на значне число жертв Голокосту, що мають громадянство комуністичних країн, якщо вони не емігрували на Захід до 1965 року. Громадяни НДР могли розраховувати на одержання 480 марок щомісячно, але тільки після досягнення 60-річного віку у чоловіків і 55-річного у жінок.
За даним законом отримували пенсії понад 270 тисяч євреїв. Станом на 1999 рік число одержувачів склало близько 120 тисяч осіб.

### Угода між ФРН і Ізраїлем
10 вересня 1952 було укладено угоду між урядом ФРН, урядом Ізраїлю і «Конференцією з матеріальних претензій євреїв до Німеччини», згідно з якою Німеччина виплачувала 3 млрд марок Ізраїлю і 500 млн марок «Конференції».

### Програми
У 1980 році «Конференція з матеріальних претензій євреїв до Німеччини» і німецький уряд уклали договір про створення програми Claimes Conference Hardship Fund. Програма передбачала одноразову виплату в розмірі 5 тисяч марок тим, хто раніше не мав можливості звернутися за допомогою (переважно емігранти з країн Східної Європи). Станом на 1998 рік одержувачами стали понад 180 тисяч осіб.
У 1990 році, після об'єднання Німеччини, відбулися переговори між «Конференцією» та німецьким урядом з приводу реституції єврейської власності. Продаж принесла 250 млн доларів, і в 1993 році була утворена програма Claimes Conference Article 2 Fund, яка передбачала щомісячні виплати. Станом на кінець 1998 року одержувачами стали більше 41 тисячі чоловік. Всього за цими двома програмами було виплачено понад 1,5 млрд марок станом на 1998 рік.
У 1998 році Конференція провела переговори з урядом Німеччини про компенсації громадянам країн Центральної та Східної Європи, а також колишнього СРСР. Програма почала діяти з 1 січня 1999 року, на її реалізацію Німеччина виділила 200 млн марок.
У липні 2008 року євреїв, які пережили блокаду Ленінграду, прирівняли до жертв Голокосту. Всі, хто зможе пред'явити документи про перебування в Ленінграді в період з вересня 1941 по січень 1944 або документи про евакуацію з міста в цей період, отримають одноразову виплату в розмірі 2556 євро.

### Компенсації з боку підприємств
Наприкінці 1957 року колишні в'язні концтаборів, які працювали на німецькі підприємства, утворили організацію «Комітет колишніх єврейських примусових робітників». Після переговорів фірми IG Farbenindustrie, Krupp, AEG, Siemens, Rheinmetall перевели на рахунки «Конференції з матеріальних претензій євреїв до Німеччини» близько 52500000 марок.

### Компенсації і реституції в інших країнах
Ряд урядів, раніше окупованих нацистами і союзних нацистам країн Європи, через десятиліття після війни також взяли на себе зобов'язання з реституції майна євреїв, яке було конфісковано в 1939—1945 роках.
В Угорщині «Закон про компенсацію» був прийнятий в червні 1991 року. Згодом цей закон був доповнений іншими нормативними актами. Загальна сума компенсації склала близько 100 млрд форинтів.
У Польщі 20 лютого 1997 року був прийнятий закон «Про ставлення держави до єврейських громад у Польській республіці», за яким єврейській громаді компенсувалося лише культове майно.
У Норвегії в 1998 році уряд ухвалив рішення про виплату 450 млн норвезьких крон — ту суму, яка була конфіскована норвезьким казначейством під час Другої світової війни. Ця сума поділена на 4 частини: індивідуальні виплати всім, хто залишилися живими і їхнім спадкоємцям, колективні виплати єврейським громадам у Норвегії та їхнім установам, внесок на користь міжнародних єврейських організацій і початкова сума на створення в Норвегії Центру з вивчення Голокосту та проблем меншин в цілому.
11 березня 2008 року уряд Бельгії, банки і страхові компанії прийшли до угоди з єврейською громадою країни про виплату компенсації єврейським сім'ям, постраждалим у роки Голокосту. Загальна сума виплат складе 110 мільйонів євро.
25 червня 2009 року уряд Литви представив в сейм проєкт закону про виплату єврейській громаді компенсації у розмірі 113 млн літів (32,7 млн євро). 13 липня уряд ухвалив рішення про збільшення суми до 130 млн літів (37 млн євро) у зв'язку з додаванням вартості двох будинків у Вільнюсі. Виплати почнуться в 2012 році і триватимуть 10 років.

### Швейцарські банки
Багато жертв Голокосту, а також ті, хто привласнив їх власність, мали рахунки в швейцарських банках. Враховуючи секретність інформації про власників рахунків, безліч депозитів і рахунків до запитання виявилися «сплячими» — їхні власники або померли, або втратили до них доступ, а спадкоємці не мали інформації про ці рахунки. Банки свідомо приховували інформацію від потенційних спадкоємців.
Наприкінці 1996 року в США жертвами Голокосту було порушено кілька позовів проти швейцарських банків. Позивачі звинувачували банки в тому, що вони свідомо утримували і приховували активи жертв Голокосту та відмивали отримані незаконним шляхом кошти нацистів. У серпні 1998 року сторонами було укладено угоду про компенсацію на суму в 1,25 млрд доларів, підписана з умовою, що позивачі раз і назавжди відмовляються від подальших претензій до банків і до швейцарського уряду у справах, пов'язаних з Голокостом.
У лютому 2001 року Швейцарська банківська асоціація опублікувала список передбачуваних постраждалих, щоб вони самі або їхні спадкоємці могли пред'явити претензії. У списку була 21 тисяча імен. Для пред'явлення позовів за даними списку був встановлений піврічний термін. У 2005 році був опублікований новий список — на 3000 імен.

### Махінації з коштами Фонду допомоги жертвам голокосту
В листопаді 2010 року у США 17 шахраїв російського походження звинуватили у привласненні 42,5 мільйонів доларів із спеціального Фонду допомоги жертвам Голокосту. Ватажком угруповання, викритого співробітниками ФБР, був виходець з Росії Семен Домніцер. В період з 1993 по 2009 роки аферисти направили до некомерційних фондів, що знаходяться в Німеччині, близько 5,6 тисяч фальшивих звернень з проханням надати їм матеріальну допомогу. Шестеро шахраїв були співробітниками благодійної організації Claimes Conference, яка займається програмами виплати компенсацій єврейським жертвам нацизму і через яку з 1952 року уряд Німеччини виплатив більше 60 мільярдів доларів компенсацій тим хто пережив Голокост.
Семен Домніцер керував відразу двома фондами. Встановлено, що він передавав гроші не жертвам Голокосту та їхнім нащадкам, а емігрантам з країн колишнього СРСР, які проживають у Брукліні. Лише деякі з них дійсно постраждали від нацизму, більш того, не всі реальні отримувачі виплат були євреями. Приблизно 18 мільйонів доларів злочинці отримали з німецької скарбниці, направивши владі за 2000 — 2009 роки близько 5 тисяч підроблених звернень від імені тих, хто нібито емігрував з Європи, рятуючись від нацистів і одержавши за кожне по $3600. При цьому багато авторів таких звернень народилися вже після Другої світової війни. Решту 24,5 мільйона доларів шахраї отримали у відповідь на 658 підроблених запитів, спрямованих в інший фонд з 1993 по 2009 роки нібито від імені тих, хто хоча б пів року провів у німецьких концтаборах або 1,5 року в гетто.
Деякі запити, які виявилися брехнею, містили несамовиті розповіді. Наприклад, про те, як 11-річна дівчинка рятувалася від бомб німецьких літаків і переправлялася через Дніпро в 1941 році. Потім вона нібито жила під окупацією в Донецьку аж до звільнення в 1944 році, в її документах сфальшовані записи про існування брата, і про те, що її мати померла — щоб оператори програми не змогли перевірити вимоги. В іншому підробленому запиті автор писав, що 13-річним хлопчиком він разом з молодшою сестрою та матір'ю врятувався з Києва, де німці нібито розстрілювали євреїв у Бабиному Яру. Ще одна «жертва», яка представила уряду Німеччини підроблені документи, описала свої страждання під час війни, коли він у 13-річному віці пішов до початкової школи в Києві, хоча насправді він в той час вчився в школі Ленінграді, який ніколи не був зайнятий німцями.
Зазвичай аферисти підробляли дату народження автора запиту так, щоб виходило, ніби він народився до початку Другої світової війни. Крім того, шахраї використовували одні й ті ж фотографії з паспортів реальних людей, лише міняючи їхні персональні дані в запиті. Складніша схема обману стосувалася тих випадків, коли автор запиту хотів отримати пенсію, яка може бути надана, якщо жертва нацизму отримує дохід менше 16 тисяч доларів на рік. Одним з фігурантів кримінальної справи виявилася нотаріус Дора Гранде, яка посвідчувала шахраям документи.
Представники прокуратури Нью-Йорка і ФБР назвали цей злочин верхом цинізму, оскільки злочинці наживались на пам'яті про жертви Голокосту.

## Ревізіонізм Голокосту
У багатьох країнах Європи дане питання надто політизоване і законодавчо заперечення Голокосту прирівняно до кримінальних злочинів. Однак арешти дослідників «забороненої теми» та судові заборони публікації їхніх праць не припинили їхні дослідження. Серед «Ревізіоністів Голокосту» особливо виділяються: Гермар Рудольф, Вальтер Занінг, Поль Рассіньє, Юрген Граф, Артур Бутц, Вільгельм Штегліх, Фред Лейхтер, Вальтер Люфтль.
Основні тези ревізіонізму:
- знищення євреїв не мало ціленаправленого характеру, себто ніяких указів керівництва Третього Рейху знищувати не було;
- газових камер не існувало, що доводиться за допомогою інженерних та хімічних досліджень;
- цифра 6 мільйонів — завищена, ревізіоністи оцінюють кількість загиблих євреїв через дії націонал-соціалістів у рамках 0,5-1,5 мільйон осіб.

Більшість професійних істориків відкидає заперечення Голокосту як ненаукову і пропагандистську діяльність. Критики відзначають, що ревізіоністи ігнорують наукові методи досліджень, а також часто сповідують антисемітські та неонацистські погляди. У зв'язку з тим, що ревізіоністи висувають тези про масові підробки, масштабні фальсифікації і приховування фактів на користь євреїв, заперечення Голокосту вважається конспірологічною теорією.
Генеральна Асамблея ООН без голосування у резолюції № 60/7 від 21 листопада 2005 року відкидає будь-яке повне або часткове заперечення Голокосту як історичної події. А 26 січня 2007 року напередодні Міжнародного дня пам'яті жертв Голокосту Генеральна асамблея ООН прийняла Резолюцію № 61/255 «Заперечення Голокосту», яка засуджує заперечення Голокосту як історичного факту.